# Campagne des banquets
Vous lisez un « bon article » labellisé en 2014.
La campagne des banquets est une contestation politique prenant la forme d'environ 70 réunions organisées dans toute la France entre 1847 et 1848. Face à l'interdiction des réunions politiques, elle est le moyen trouvé par les réformateurs pour demander l'élargissement du corps électoral et s'opposer aux décisions prises par le gouvernement conservateur de François Guizot. Cette campagne s'étend à tout le pays et défend des idées variables selon les lieux et les dates. Ainsi, si les banquets sont au départ menés par des représentants de l'« opposition dynastique », comme Odilon Barrot, qui souhaitent une évolution de la monarchie de Juillet, mais pas sa fin, ils permettent peu à peu l'expression des idées républicaines qui finissent par être les plus exprimées.
Devant l'ampleur prise par le mouvement, le gouvernement fait preuve de fermeté, refusant d'ouvrir le débat, et fait interdire une de ces réunions, qui devait se tenir à Paris le 22 février 1848. Si les plus modérés prennent alors du recul vis-à-vis de ces initiatives, il est trop tard pour faire machine arrière et des protestations surviennent le jour dit, qui entraînent la révolution de février 1848, le départ du roi des Français Louis-Philippe et la chute de la monarchie de Juillet, dernier régime politique du royaume de France, mettant un terme à la royauté dans le pays.
Ce modèle de campagne a par la suite inspiré d'autres mouvements politiques, notamment la campagne des banquets russes de 1904, organisée contre le tsar Nicolas II, en prémices de la révolution russe de 1905.

## Historique

### De la crise économique à l'opposition politique

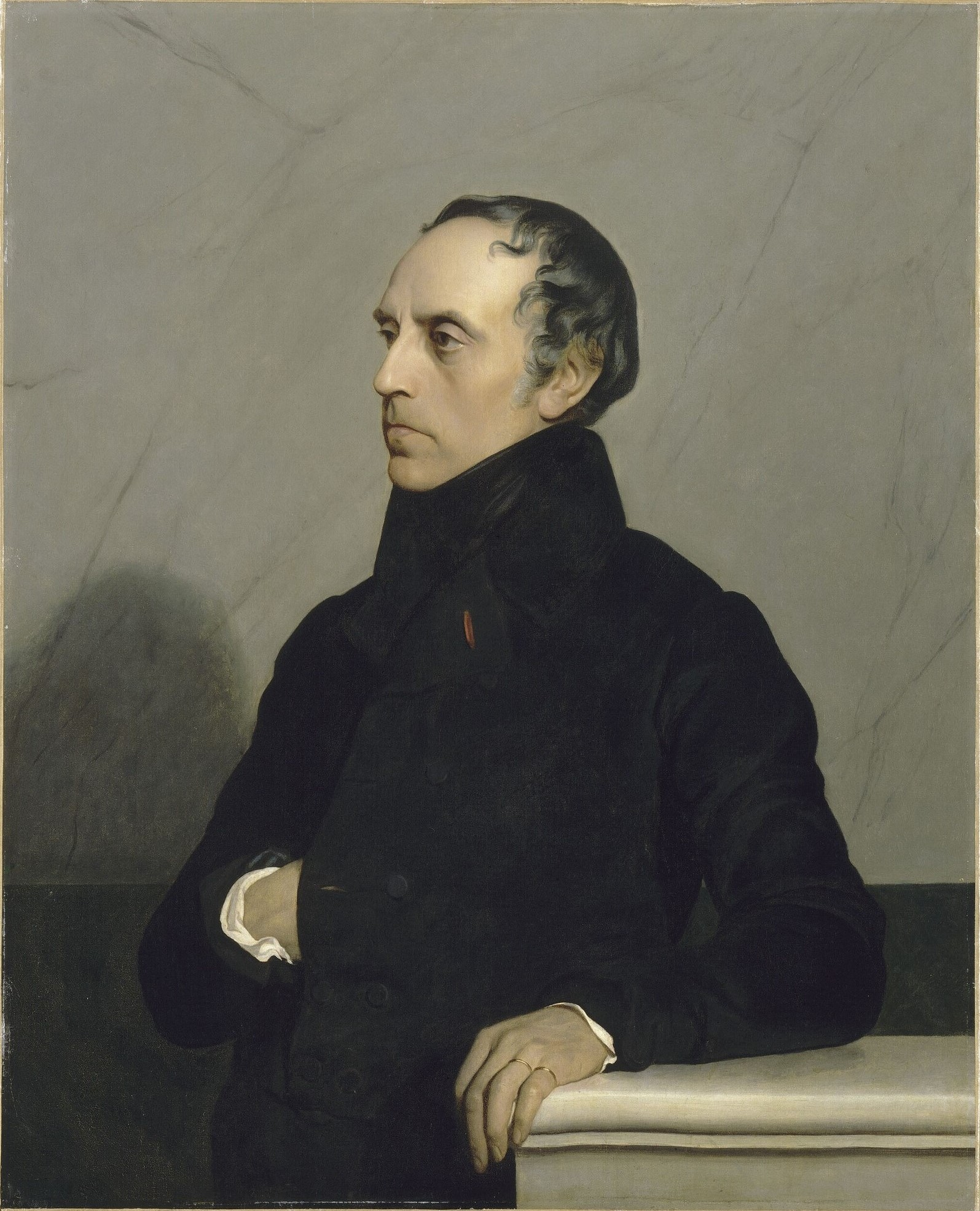
François Guizot est, en 1848, à la tête du gouvernement depuis huit ans, un record sous la Monarchie de Juillet.

Le milieu des années 1840 est marqué en France par une forte crise économique. La crise est tout d'abord alimentaire : les mauvaises récoltes de 1845 et 1846, ainsi que la déficience des moyens de transport pour acheminer des secours donnent lieu à une hausse des prix alimentaires, avec son cortège de misère et d’émeutes (comme celles de Buzançais en 1847, qui se soldent par trois condamnations à mort). En 1847, les prix ont doublé par rapport à leur niveau deux ans auparavant. La crise est symbolique de l'évolution de la France, car s'il s'agit de la dernière crise de subsistances de cette ampleur en France, et c'est aussi l'une des premières crises capitalistes de surproduction touchant le pays. La bonne récolte de 1847 fait en effet baisser les prix, ce qui gêne les producteurs, qui ont du mal à écouler leur marchandise. Les départs des campagnes s'amplifient. De plus, le monde rural (75 % de la population) réduit sa consommation de produits artisanaux et industriels. Une crise économique secoue ce dernier secteur, qui s'est fortement développé depuis 1840.
Le monde rural n'est pas le seul touché : la crise économique accentuée par la concurrence et la spéculation, mais aussi la crise monétaire conduisent des entreprises à la faillite, principalement dans les domaines de la métallurgie et de la construction ferroviaire, mettant au chômage près de 700 000 ouvriers à la fin de 1847. Dans les villes, les boulangers sont victimes de vols, et des tensions apparaissent autour des marchés. Les notables multiplient les initiatives caritatives pour calmer ces mouvements. La natalité baisse, la mortalité remonte tandis qu'apparaît un sentiment de peur sociale, renforçant la défiance à l'égard du régime.
Le régime de Louis-Philippe est en effet de plus en plus discuté et victime de scandales. Plusieurs affaires touchant des notables locaux causent du tort à la petite bourgeoisie, qui perd en crédibilité et en légitimité. Plusieurs pairs de France et ex-ministres sont également touchés par des affaires de corruption et de meurtres, telles que l'affaire Teste-Cubières et le suicide du duc de Choiseul-Praslin après le meurtre de son épouse.
Le débat concernant la réforme électorale est alors l'une des grandes questions occupant les élites du pays. Une première tentative avait subi un échec en 1840, neutralisant un temps le mouvement en sa faveur. La question revient cependant peu à peu sur le devant de la scène. Le suffrage est en effet censitaire, donnant une place prépondérante à la bourgeoisie favorable au chef du gouvernement depuis 1840, François Guizot, du parti conservateur. Ainsi, les élections législatives de 1846 donnent une majorité absolue à Guizot, parmi un corps de 240 000 votants. Deux demandes principales sont émises par les réformistes : ils souhaitent, d'une part, un abaissement du cens (alors élevé à 200 francs pour être électeur, et 500 pour être élu) ainsi qu'un élargissement des capacités (catégories sociales ayant automatiquement accès au suffrage) ; et, d'autre part, l'interdiction du cumul entre les fonctions de fonctionnaire et d'élu. La proposition d'abaissement du cens à 100 francs, émise en 1847 par Prosper Duvergier de Hauranne, est rejetée par les guizotistes.

### De la mise en place des banquets à la révolution de 1848

Odilon Barrot, leader de l'opposition dynastique, est l'un des hommes à l'origine de la campagne des banquets.

Deux Anglais, Cobden et Bowring, suggérèrent aux républicains et aux réformistes de profiter de la situation de misère dans le royaume afin de prendre le pouvoir. Leur idée est d'organiser de grands banquets pour regrouper l'opposition réformiste. Pagnerre adhère complètement à cette idée et tente de rallier l'opposition dynastique à cette idée. L'opposition dynastique composée de ceux qui, tout en adhérant au principe de la monarchie de Juillet, attendent une évolution de ses institutions, ne croient plus à la majorité de Guizot. Ses dirigeants, notamment Odilon Barrot et Prosper Duvergier de Hauranne se laissent entraîner dans cette campagne. Ce concept, a pour but d'impliquer le « pays réel » dans le débat en faveur de la réforme. Le concept a l'avantage de contourner l'interdiction de réunion politique, tout en mettant sur un pied d'égalité tous les participants, qu'ils soient électeurs ou non.
Pagnerre, enthousiaste, convoqua les directeurs des principaux journaux libéraux. Ils répondirent tous présents, sauf celui de La Réforme et approuvèrent l'organisation des banquets par le comité central républicain de Pagnerre. C'est donc avec le soutien de la presse et de 22 000 souscripteurs que la campagne est lancée. Le premier banquet est organisé le 9 juillet 1847. Il a lieu à Château Rouge, à Paris et réunit 1 200 convives. Le modèle fonctionne, et suivent 70 autres banquets, réunissant 17 000 convives. La particularité de ces banquets est leur extension en province, dans des villes comme Arras, Rouen, Lille ou Dijon, mais aussi dans de plus petites localités généralement calmes, comme Compiègne, Saint-Germain-en-Laye, Châteaudun… À l'inverse, des villes plus importantes comme Marseille, Bordeaux ou Nantes, n'y prennent pas part. Une autre particularité de ces banquets est que, peu à peu, les opinions exprimées s'éloignent de celles de l'opposition dynastique, au profit d'opinions républicaines, voire socialistes. Les républicains font croire qu'ils sont divisés, en jouant sur la désinformation et les rumeurs de contentieux entre hommes du National et hommes de La Réforme, considérés comme les ailes droite et gauche du républicanisme. En réalité, un accord secret est conclu entre Marrast, représentant de l'aile gauche et Pagnerre, représentant de l'aile droite. Cet accord prévoit l'intégration de l'aile gauche dans la campagne des banquets lorsqu'elle « aurait atteint un certain rythme »
L'ampleur de ces banquets ne doit cependant pas être surestimée : les témoignages d'époque montrent une relative stabilité, et Louis-Philippe voit en ce faible retentissement un gage de sécurité : il déclare le 28 décembre 1847 que la monarchie constitutionnelle a les moyens de surmonter ces obstacles. Guizot, considérant qu'il ne faut pas céder à la menace, se refuse par ailleurs à toute concession. Un amendement proposé par le député conservateur Charles Sallandrouze de Lamornaix demandant des réformes « sages, modérées, parlementaires » est refusé à la Chambre le 17 février 1848.
Le rôle de la campagne des banquets devient cependant prépondérant dans la chute du régime lorsque Guizot interdit la tenue d'un banquet parisien devant clore la campagne dans le 12e arrondissement. Ce banquet était symbolique pour les républicains car prévu le 22 février, date d'anniversaire de George Washington, représentant pour eux de la démocratie. L'opposition dynastique choisit dans un premier temps de déplacer le banquet aux Champs Élysées, avant de le décommander. Cette rétractation des modérés ne suffit pas à calmer les ardeurs républicaines et insurrectionnelles déjà réveillées, et Barrot constate avec dépit le 21 février que « le char est lancé, et quoi que nous fassions le peuple sera demain dans la rue ». Les premiers débordements lors des manifestations débutant le lendemain donnent naissance à la révolution qui fait tomber le régime deux jours plus tard.

## Déroulement des banquets

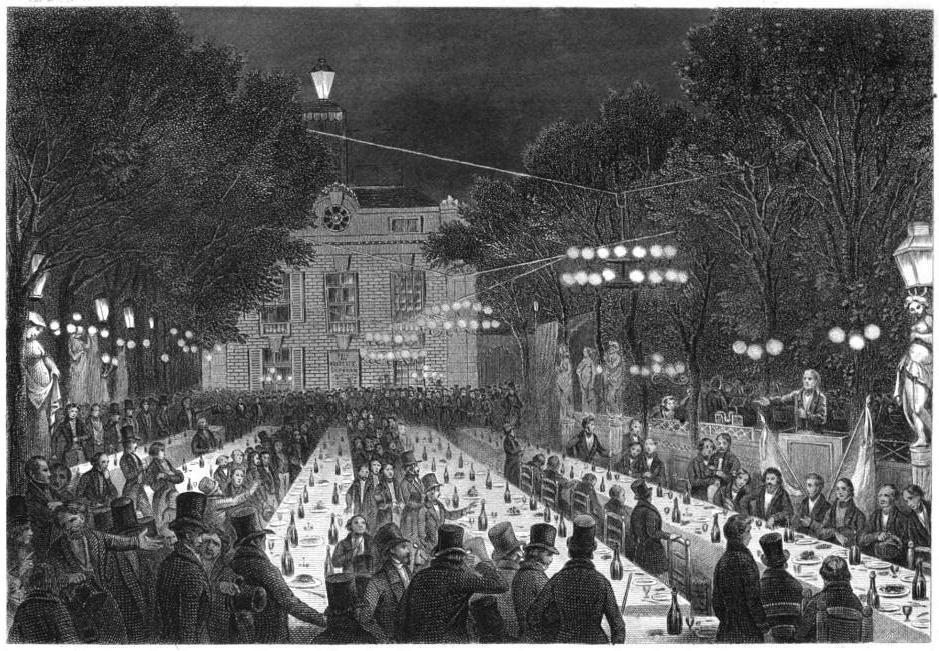
Le banquet du Château-Rouge (9 juillet 1847) ouvre la campagne des banquets.

L'originalité des banquets réside dans le fait que ceux-ci ne sont pas tous concentrés sur Paris, qui est la capitale centralisée par excellence. En effet les banquets se tiennent un peu partout en France. Le premier se tient à Paris le 9 juillet avec 86 députés et 1 200 convives qui écoutent le discours d'Odilon Barrot. Dans les mois qui suivent, environ soixante-dix banquets ont lieu dans toute la France. On compte au total 17 000 personnes ayant participé aux banquets. Le 27 septembre à Orléans, le 7 novembre à Lille, le 21 novembre à Dijon, le 5 décembre à Amiens, le 25 à Rouen, en 1847, sont autant de banquets qui réunissent l'opposition à Guizot et à son gouvernement.
Le déroulement des banquets est à peu près le même pour tous. Dans un premier temps un défilé, souvent accompagné d'un orchestre, s'opère dans les rues de la ville, puis les convives se livrent à un repas payant, afin d'en éliminer les classes trop populaires. Un banquet peut durer toute la journée. Les femmes en sont généralement absentes, ou y sont marginalisées. Ces banquets, sous des couverts festifs, ont un réel but politique. Les toasts qui y sont portés par centaines ont tous des implications politiques. On y porte ainsi des toasts en l'honneur de la réforme électorale, mais aussi de la fin de la corruption ; sous la direction de membres de l'opposition dynastique, comme Odilon Barrot, l'atmosphère reste favorable à la monarchie de Juillet, avec également des toasts portés en l'honneur du roi Louis-Philippe. Les banquets sont généralement menés par des personnalités locales influentes.
Or, si les banquets étaient à l'origine un lieu d'union entre les opposants dynastiques favorables à la monarchie et les républicains radicaux autour de la réforme électorale, des divisions se créent. Des personnalités républicaines apparaissent sur le devant de la scène, comme Alexandre Ledru-Rollin qui porte, à Lille, un toast au suffrage universel (masculin), quand l'opposition dynastique milite seulement pour un élargissement du suffrage censitaire. Lors de banquets comme ceux d'Autun et de Dijon, des thématiques sociales apparaissent et sont parfois l'occasion de l'expression d'idées socialistes. À Valenciennes, un toast est porté « à l'abolition de la misère par le travail » ; ailleurs, on boit « à l'amélioration du sort des classes laborieuses ». D'autres orateurs, comme Alphonse de Lamartine ou Louis Blanc s'illustrent également. Tandis que Marie porte un toast à « la Liberté, l’Égalité, la Fraternité » à Orléans, les toasts portés au régime lui-même disparaissent progressivement tandis que les libertés fondamentales sont acclamées, notamment à Toulouse le 9 janvier 1848.
Progressivement, l'opposition dynastique voit le contrôle de ces banquets lui échapper, tandis qu'ils deviennent le moyen d'expression d'idées révolutionnaires. Lorsque des personnalités comme Odilon Barrot tentent de calmer les choses au début du mois de février 1848, le régime est déjà mis en danger et la révolution est imminente.

## Postérité
La campagne des banquets a été un moyen de contourner les lois conservatrices, ce qui implique que d'autres mouvements, séduits par une telle initiative, l'ont imitée.
La campagne des banquets française de 1848 sert ainsi de modèle à l'opposition au tsar Nicolas II, en 1904. Pour renforcer les revendications émises par les zemstvos, l'Union pour la Liberté invite en novembre 1904 à organiser des banquets inspirés de ceux de 1847 - 1848, et invitent les élites réformistes à s'y présenter. Comme à la fin de la monarchie de Juillet, les banquets se multiplient en province, et le plus important, qui se tient le 14 décembre, réunit 780 convives pour commémorer l'insurrection décabriste. Cette campagne est l'une des causes de la révolution russe de 1905.
Les banquets sont aussi, on l'a vu précédemment, des moyens de rassemblement de plusieurs familles politiques contre la gouvernance actuelle d'un pays. Cela se révèle vrai surtout en France. Ainsi, lorsque la République sera grandement mise en danger par l'Affaire Dreyfus et toutes ses affaires connexes (la tentative de coup d'état du 23 février 1899, etc.), les républicains, menés par Pierre Waldeck-Rousseau, se regrouperont dans un immense banquet à Paris. Sur plus de 40 000 élus, 30 000 répondent présent à l'appel du président du conseil de l'époque.